# ثارک

ثارک (انگلیسی: Thark) یک لوده‌گری است اثر نمایش‌نامه‌نویس انگلیسی، بن تراورس محصول سال ۱۹۲۷ است که برای نخستین بار در تئاتر آلدویچ لندن اجرا شد.